# Sieć uzbrojenia terenu

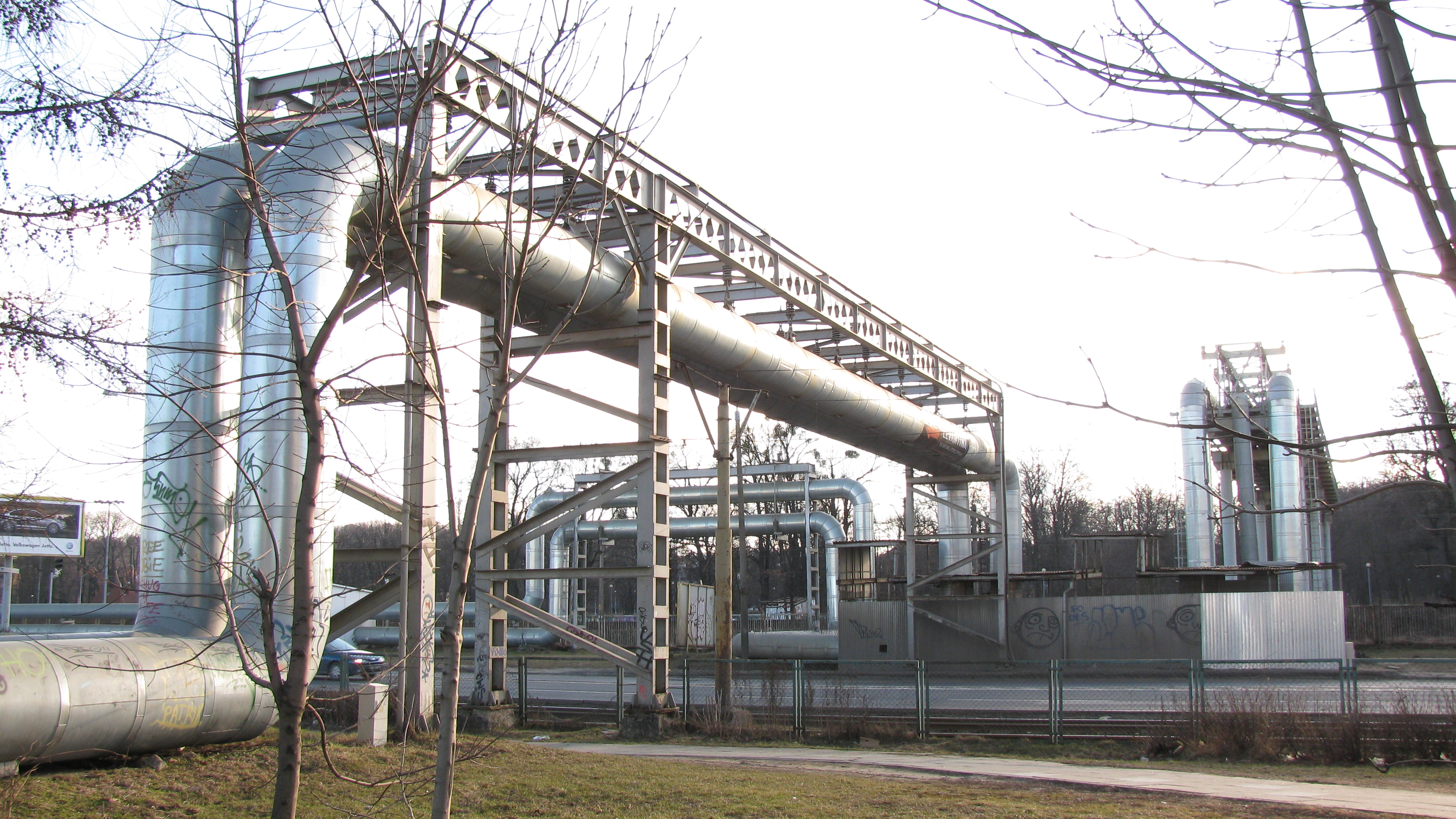
Sieć uzbrojenia terenu

Sieć uzbrojenia terenu (SUT) – wszelkiego rodzaju nadziemne, naziemne i podziemne przewody oraz urządzenia budowlane, z wyłączeniem urządzeń melioracji szczegółowych, a także podziemne budowle (tunele, przejścia, parkingi, zbiorniki itp.).
SUT dzielą się na rodzaje, wśród których wyróżnia się m.in.:
- sieci ciepłownicze
- sieci elektroenergetyczne i gazowe
- sieci przesyłowe paliw ciekłych
- sieci telekomunikacyjne
- sieci wodociągowe i kanalizacyjne.

Zgodnie z przepisami ustawy Prawo geodezyjne i kartograficzne, sieć uzbrojenia terenu podlega inwentaryzacji i ewidencji. Inwestorzy są obowiązani uzgadniać usytuowanie projektowanych sieci uzbrojenia terenu z właściwymi starostami, a także zapewnić wyznaczenie, przez jednostki uprawnione do wykonywania prac geodezyjnych, usytuowania obiektów budowlanych wymagających pozwolenia na budowę, a po zakończeniu ich budowy - dokonanie geodezyjnych pomiarów powykonawczych i sporządzenie związanej z tym dokumentacji. Geodezyjne pomiary powykonawcze sieci podziemnego uzbrojenia terenu, układanej w wykopach otwartych, przeprowadza się przed ich zakryciem.